# Heinrich Joseph von Nitschke
Heinrich Joseph von Nitschke (* 5. August 1708 in Mainz; † 23. Mai 1778 in Bamberg) war ein deutscher römisch-katholischer Geistlicher und Diplomat. Ab 1748 war er Titularbischof von Antipatris und Weihbischof in Bamberg; dort leitete er auch von 1748 bis 1753 als Provikar das Generalvikariat.

## Leben
Heinrich Joseph Nitschke wurde 1708 in Mainz geboren. Sein Vater Johann Georg Nitschke war 1693 als Kammerdiener in den Dienst des Kurfürst-Erzbischofs Lothar Franz von Schönborn getreten und dann zum Kabinettssekretär, d. h. zum Verwalter der privaten Finanzen des Kurfürsten, aufgestiegen. 1715 wurde Johann Georg vom Kaiser geadelt, so dass sich die Familie von da an von Nitschke nennen konnte. 1721 begann Heinrich Joseph seine humanistische Ausbildung in Mainz und studierte anschließend in Aschaffenburg Philosophie. Nach dem ersten Studienabschluss folgte ein weiteres Studium in kirchlichem und weltlichem Recht; Nitschke war hierzu 1726/27 in Salzburg, 1728/29 in Erfurt und 1729–1731 in Wien. In Wien war er auch zeitweise in der Reichsvizekanzlei bei Friedrich Karl von Schönborn-Buchheim tätig.
Bereits in sehr jungem Alter begann auch die kirchliche Karriere Nitschkes. 1721 – mit 13 Jahren – wurde ihm ein Kanonikat am Kollegiatstift Heilig Kreuz in Mainz übertragen, 1727 ein weiteres im Stift Mariae Greden in Mainz; 1738 folgte ein drittes Kanonikat im Mainzer Stift St. Stephan. Am 14. Juni 1740 wurde er von Weihbischof Christoph Nebel zum Priester geweiht. Im selben Jahr wurde er Mitglied des Geistlichen Rates in Mainz, 1741 Geheimer Rat in Eichstätt und 1747 ebenso in Bamberg. 1741 ernannte ihn Kurfürst Philipp Karl von Eltz zu seinem Zeremoniar. In dieser Funktion wirkte er an der Krönung Karls VII. mit. In den 1740er Jahren war Nitschke in zahlreichen diplomatischen Missionen für den Mainzer Erzbischof unterwegs.
Nachdem der Bamberger Weihbischof Franz Joseph Anton von Hahn 1748 jung verstorben war, bot der Bamberger Fürstbischof Johann Philipp Anton von und zu Frankenstein, der Nitschke aus seiner Zeit als Generalvikar in Mainz kannte, ihm an, Weihbischof in Bamberg zu werden. Nitschke stimmte unter der Bedingung zu, dass er seine drei Mainzer Präbenden behalten dürfe. Frankenstein beantragte mit besten Zeugnissen die Ernennung in Rom, und sie wurde ausgesprochen. Nitschke wurde am 16. Dezember 1748 von Papst Benedikt XIV. zum Titularbischof von Antipatris in Phönizien und zum Weihbischof in Bamberg ernannt. Am 23. März 1749 erteilte der Fürstbischof Johann Philipp Anton selbst Nitschke im Bamberger Dom die Bischofsweihe; Mitkonsekratoren waren der Mainzer Weihbischof Christoph Nebel, der Nitschke schon zum Priester ordiniert hatte, und der Würzburger Weihbischof Daniel Johann Anton von Gebsattel.
Nach der Weihe leitete Nitschke das Bamberger Generalvikariat; da das Domkapitel sich den Titel des Generalvikars selbst vorbehalten hatten, wurde Nitschke nur zum Provikar ernannt. Zudem wurde er als Weihbischof, wie in Bamberg üblich, zugleich Pfarrer von St. Martin und Praeses des Priesterseminars. Weiterhin war er in Bamberg Mitglied des Kollegiatstifts St. Stephan; von da wechselte er 1759 in das Kapitel von St. Gangolf und wurde dort 1764 zum Dekan gewählt. Drei weitere Benefizien in Höchstadt und Hallstadt trugen zu seinen Einkünften bei.
Weihbischof Nitschke diente in seiner fast 30-jährigen Amtszeit unter drei Fürstbischöfen als Weihbischof. Johann Philipp Anton von und zu Frankenstein, der ihn als Weihbischof nach Bamberg geholt hatte, starb 1753. Als seinen Nachfolger wählte das Domkapitel im selben Jahr den fast 74-jährigen Franz Konrad von Stadion und Thannhausen, dem nur eine kurze Regierungszeit von weniger als vier Jahren beschieden war. Auf ihn folgte ab 1757 Adam Friedrich von Seinsheim, der schon seit 1755 Bischof von Würzburg war und die beiden fränkischen Bistümer in Personalunion leitete; somit war er häufig abwesend. Nitschke stand damit in einer ähnlichen Situation wie seine beiden Weihbischof-Vorgänger Schnatz und Hahn; die faktische Leitung des Bistums lag weitgehend in den Händen des Weihbischofs, abgesehen von Grundsatzentscheidungen.
Nichtsdestoweniger war die Amtszeit von Nitschke auch durch eine rege Reisetätigkeit gekennzeichnet. Pastoral- und Firmreisen führten ihn durch das Bistum. Mehrfach war er im Auftrags des Fürstbischofs als Wahlkommissar unterwegs, um Wahlen von Äbten und anderen Vorsteherämtern sowohl technisch als auch geistlich zu leiten. Eine Reise geschah unfreiwillig: Preußische Truppen, die ins Hochstift eingefallen waren, verschleppten ihn 1758 als Geisel erst nach Leipzig, dann nach Magdeburg. Erst nach neun Monaten wurde er freigelassen. Die Haftbedingungen scheinen nicht übermäßig streng gewesen zu sein; er konnte als Gefangener sogar eine Firmfeier leiten. 1767 und 1769 führten ihn jeweils im Herbst zwei längere Reisen in persönlichen Angelegenheiten nach Mainz. 1774/1775 war er fast ein Jahr lang in Wien, um finanzielle Familienangelegenheiten zu regeln; dort wurde ihm auch eine Audienz bei Kaiserin Maria Theresia gewährt.
Nitschke erkrankte im Frühjahr 1778 schwer. Am 23. Mai verstarb er im Alter von knapp 70 Jahren. Als Todesursache wurde „Herzwassersucht“ angegeben. Am 29. Mai wurde er nach einem Trauerzug durch die Bamberger Innenstadt in seiner Pfarrkirche St. Martin begraben; die Kirche wurde 1805 im Zuge der Säkularisation abgerissen. Nitschkes Herz bekam das Kollegiatstift St. Gangolf. Von der Trauerrede sind nur handschriftliche Fragmente erhalten; sie wurde, anders als in solchen Fällen üblich, nicht gedruckt. Infolge von Erbstreitigkeiten verzögerte sich die Anfertigung eines Grabsteins; erst 1802 wurde ein Denkmal gesetzt, und zwar nicht an seinem Grab in St. Martin, sondern in St. Gangolf. Reste davon befinden sich heute im Diözesanmuseum Bamberg.

## Wirken
Weihbischof Nitschke ließ durch seine Kapläne ein Weihetagebuch führen, das allerdings in Bezug auf die Kirchweihen nicht ganz vollständig ist. Das Tagebuch zählt 48.992 Firmungen und 527 Priesterweihen, die Nitschke vornahm. Höhepunkt seiner Pontifikalfunktionen war die Weihe des neu ernannten Bamberger Fürstbischofs Franz Konrad von Stadion im Jahr 1753; dass ein Weihbischof bei der Weihe eines Diözesanbischofs als Hauptkonsekrator fungiert, ist zwar kirchenrechtlich möglich, aber zumindest außergewöhnlich. Darüber hinaus war Nitschke an fünf weiteren Bischofsweihen als Co-Konsekrator beteiligt; er erteilte auch mehreren Äbten die Abtsweihe.
Folgende Kirchweihen durch Nitschke sind nachweisbar:
- die Pfarrkirche St. Kilian in Pretzfeld (1761)
- die Filialkirche St. Clemens in Neudorf, Pfarrei Modschiedel (1766)
- die Pfarrkirche St. Bartholomäus in Buttenheim (1770)
- die Pfarrkirche St. Ägidius in Lahm (1770)
- die Kirche in Marktleugast (1770)
- die Pfarrkirche St. Bartholomäus in Kirchehrenbach (1776)
- die Pfarrkirche Mariä Geburt in Pettstadt (1777)

Dazu kommen zahlreiche Altarweihen und die Segnung von 100 Glocken.

## Rezeption
Weihbischof Nitschke galt zu Lebzeiten als guter Seelsorger; seine Todesanzeige zählt die Eigenschaften Frömmigkeit, Redlichkeit, Barmherzigkeit, Demut, Leutseligkeit, Gelassenheit und Standhaftigkeit auf. Der Fürstbischof äußerte sich zum Tod seines engen Mitarbeiters:

„Ich bedaure wahrhaft den erfolgten Todesfall meines würdigen Weyh=Bischofs von Nitschke, welchen ich seinen vorzüglichen Eigenschaften, und Verdiensten noch ein  längeres Leben wohl gewünschet hätte.“

Aus heutiger kirchenhistorischer Sicht wird die (nicht nur) von Nitschke praktizierte Häufung von Ämtern und damit auch Pfründen kritisch beurteilt. Sein Biograph Norbert Jung beschreibt Nitschke als „persönlich einwandfrei“,  aber auch als „Vertreter eines Systems das ... unmittelbar vor dem Untergang stand.“ „Die Pfründen, mit denen Nitschke und weitere Verwandte bereits in jungen Jahren geradezu überhäuft worden waren, dienten ihm zur Sicherung eines für standesgemäß gehaltenen Lebensstandards, zeigen aber auch die Problematik eines Systems, das zu dieser Zeit eigentlich bereits irreformabel, um nicht zu sagen korrupt, geworden war ...“

## Schriften
Von Nitschke selbst sind keine gedruckten Veröffentlichungen bekannt.